# Ovington Weller
Ovington Eugene Weller, född 23 januari 1862 i Baltimore County, Maryland, död 5 januari 1947 i Baltimore, Maryland, var en amerikansk republikansk politiker. Han representerade delstaten Maryland i USA:s senat 1921–1927. 
Weller utexaminerades 1881 från United States Naval Academy i Annapolis och tjänstgjorde därefter i två år i USA:s flotta. Han studerade juridik vid National Law School (som 1954 slogs ihop med George Washington University och heter numera George Washington University Law School).
Weller arbetade i tre år som advokat och var sedan verksam inom industrin samt bank- och finansbranschen. Han förlorade guvernörsvalet i Maryland 1915 mot demokraten Emerson Harrington.
Weller blev invald i senaten i senatsvalet 1920. Han ställde upp för omval i senatsvalet 1926 men besegrades av Millard Tydings. Efter sin tid i senaten arbetade Weller som advokat. Han gravsattes på Arlingtonkyrkogården.